# Liste der Kulturdenkmäler in Hamburg-Marmstorf
Die Liste der Kulturdenkmäler in Hamburg-Marmstorf enthält die in der Denkmalliste ausgewiesenen Denkmäler auf dem Gebiet des Stadtteils Marmstorf der Freien und Hansestadt Hamburg.
Basis ist der Datensatz Denkmalliste Hamburg auf dem Transparenzportal Hamburg. Dieser enthält alle Objekte, die rechtskräftig nach dem Hamburger Denkmalschutzgesetz vom 5. April 2013 unter Denkmalschutz stehen (§ 6 Abs. 1 DSchG HA) oder zumindest zeitweise standen. Die Denkmalliste steht auch als PDF-Dokument zur Verfügung. Alle Denkmäler in Marmstorf, die schon nach dem Denkmalschutzgesetz vom 3. Dezember 1973, zuletzt geändert am 27. November 2007, unter Denkmalschutz standen, sind auch auf der Liste der Kulturdenkmäler im Hamburger Bezirk Harburg zu finden.

## Legende
- ID: Gibt die vom Denkmalschutzamt Hamburg vergebene Objekt-ID (Identifikationsnummer) des Kulturdenkmals an, (in Klammern gegebenenfalls die Denkmalnummer nach altem Denkmalschutzgesetz).
- Adresse: Nennt den Straßennamen und, wenn vorhanden, die Hausnummer des Kulturdenkmals. Die Grundsortierung der Liste erfolgt nach dieser Adresse.
- Art: Zeigt an, ob es ein Objekt („O“) oder ein Ensemble („E“) ist.
- Datierung: Gibt die Datierung an; das Jahr der Fertigstellung bzw. den Zeitraum der Errichtung.
- Ensemble: Gibt die Nummer des Ensembles an, zu der das Objekt gehört, bzw. bei Ensembles die Nummer des Ensembles selbst.

Hinweis: Die Grundsortierung der Liste erfolgt nach der Adresse und ist alternativ nach ID, Art (Objekt oder Ensemble), Typ, Datierung, Entwurf oder Kurzbeschreibung sortierbar.

| ID    | Adresse                                                                           | Art | Typ                                        | Kurzbeschreibung | Datierung            | Entwurf            | Ensemble | Bild           |
| ----- | --------------------------------------------------------------------------------- | --- | ------------------------------------------ | --- | -------------------- | ------------------ | -------- | -------------- |
| 28206 | Bremer Straße 293 (Lage)                                                          | O   | Einfamilienhaus                            | | 1939                 | Fischer, Heinrich  |          |                |
| 29853 | Bremer Straße 313 (Lage)                                                          | O   | Villa                                      | Bremer Straße 313, Villa mit Terrasse und Freitreppe in den Garten                                                                   | 1911                 | Saxen, Peter Georg |          |                |
| 28203 | Bremer Straße 313a (Lage)                                                         | O   | Remise; Pförtnerhaus                       | | 1911, um             | o. A.              |          |                |
| 28200 | Bremer Straße 333 (Lage)                                                          | O   | Doppelhaus                                 | | 1900, um             | o. A.              |          |                |
| 31204 | Feuerteichweg 3, 3a, o.Nr., zugl. Handweg, Handweg 1, 2, o.Nr., Schulteich (Lage) | E   |                                            | Handweg / Feuerteichweg |                      |                    | 31204    |                |
| 28198 | Feuerteichweg 3 (Lage)                                                            | O   | Wohnwirtschaftsgebäude; Wirtschaftsgebäude | Bestandteil Dorfkern Marmstorf | 19. Jh., Anfang      | o. A.              | 31204    |                |
| 26713 | Feuerteichweg 3a (Lage)                                                           | O   | Wirtschaftsgebäude                         | Bestandteil Dorfkern Marmstorf | 19. Jh.              | o. A.              | 31204    |                |
| 26714 | Feuerteichweg 3a (Lage)                                                           | O   | Wirtschaftsgebäude (Nebengebäude)          | Bestandteil Dorfkern Marmstorf | 19. Jh.              | o. A.              | 31204    |                |
| 28199 | Feuerteichweg o.Nr. (Lage)                                                        | O   | Straße, Pflaster                           | Bestandteil Dorfkern Marmstorf | o. A.                | o. A.              | 31204    |                |
| 28197 | Feuerteichweg zugl. Handweg (Lage)                                                | O   | Denkmal                                    | Bestandteil Dorfkern Marmstorf, Gedenkstein an die Niederbrennung von Marmstorf und Appelbüttel durch die Franzosen am 29. März 1814 | 1914                 | o. A.              | 31204    | weitere Bilder |
| 28204 | Handweg 1 (Lage)                                                                  | O   | Wohnwirtschaftsgebäude                     | Bestandteil Dorfkern Marmstorf | 19. Jh., Anfang      | o. A.              | 31204    |                |
| 28209 | Handweg 2 (Lage)                                                                  | O   | Wohnwirtschaftsgebäude                     | | 19. Jh., Anfang      | o. A.              | 31204    |                |
| 28202 | Handweg o.Nr. (Lage)                                                              | O   | Straße, Pflaster                           | Bestandteil Dorfkern Marmstorf | o. A.                | o. A.              | 31204    |                |
| 28207 | Lürader Weg gegenüber dem Schulhaus (Lage)                                        | O   | Kriegerdenkmal (Kriegerdenkmal 1914/18)    | | o. A.                | o. A.              |          | weitere Bilder |
| 28205 | Marmstorfer Poststraße 1 (Lage)                                                   | O   | Kate                                       | | 19. Jh., 1. Hälfte ? | o. A.              |          |                |
| 28201 | Schulteich (Lage)                                                                 | O   | Teich, Löschwasserteich (vermutl.)         | Schulteich; Bestandteil Dorfkern Marmstorf                                                                                           | o. A.                | o. A.              | 31204    |                |